# Fall (2022)
Fall (bra: A Queda; prt: Vertigem Mortal) é um filme de suspense de sobrevivência de 2022 dirigido e co-escrito por Scott Mann. Estrelado por Grace Caroline Currey, Virginia Gardner, Mason Gooding e Jeffrey Dean Morgan, o filme segue duas mulheres que escalam uma torre de rádio de 600 metros de altura e ficam presas no topo sem saída.
Fall foi lançado nos Estados Unidos em 12 de agosto de 2022, pela Lionsgate Films. O filme arrecadou US $16 milhões em todo o mundo e recebeu críticas geralmente positivas dos críticos, que elogiaram a direção de Mann, a atmosfera, a cinematografia, o suspense e as performances de Currey e Gardner, mas criticaram seu roteiro.

## Enredo
Becky Connor (Grace Caroline Currey) escala um paredão de pedra com sua amiga Shiloh Hunter (Virginia Gardner) e noivo  Dan Connor (Mason Gooding) quando este escorrega e despenca para sua morte. Quase um ano após o incidente, Cooper se isolou e se afundou nas bebidas. Para tentar animá-la, Hunter a visita e a convida para escalar a B67, uma torre de rádio desativada de 600m de altura no meio de um deserto que está prestes a ser desmontada, para que Cooper possa jogar as cinzas do noivo de lá.
A dupla escala a torre por completo e espalha as cinzas. A escada que leva ao final da torre, que já dava sinais de degradação, acaba se desfazendo por completo e as duas ficam presas na pequena plataforma no topo; no momento da queda, a mochila de Hunter, com equipamentos e suprimentos, cai numa antena parabólica alguns metros abaixo.
Elas tentam usar seus celulares para pedir ajuda, mas não há sinal no topo da torre por conta de bloqueadores. Hunter tenta usar sua corda para levar o celular até uma altura mais baixa para sair da zona de bloqueio, mas não adianta. Elas decidem então colocar o aparelho dentro de uma meia e tênis de Hunter e atirá-lo no solo, mas o dispositivo quebra. Elas notam dois homens acampando próximos dali e tentam alertá-los com um sinalizador, mas eles simplesmente roubam o carro delas e fogem.
Cooper nota no pé descalço de Hunter uma tatuagem que remete a algo que Dan lhe falava; Hunter admite que eles tiveram um caso de quatro meses até o casamento deles. No dia seguinte, Hunter tenta alcançar sua mochila com a corda, e quase cai para sua morte no processo. Dentro da mochila, há um drone que elas usam para tentar contatar alguém, mas a bateria do aparelho está baixa e elas são forçadas a chamá-lo de volta antes que possa ir longe. A dupla percebe que pode usar o soquete da lâmpada de sinalização para aeronaves da ponta da torre para carregar o drone e Cooper escala a estrutura para realizar o carregamento. Com o drone totalmente carregado, elas tentam levar uma mensagem até uma cidade próxima, mas o drone é atingido por um caminhão e cai.
Posteriormente, Cooper percebe que estava tendo alucinações: Hunter de fato caiu para sua morte ao tentar resgatar sua mochila e seu corpo jaz na parabólica abaixo. Ela desce até o local, escreve uma mensagem para seu pai em seu celular, coloca-o dentro de um tênis, depois dentro do corpo da amiga por um buraco aberto por abutres, e joga o cadáver do alto da torre para que ele proteja o aparelho na queda. A tática funciona, e seu pai (Jeffrey Dean Morgan) logo chega com equipes de resgate.

## Elenco
- Grace Caroline Currey como Becky Connor
- Virginia Gardner como Shiloh Hunter
- Mason Gooding como Dan Connor
- Jeffrey Dean Morgan como James Conner
- Darrell Dennis como Randhir ‘Randy’ Ahuja
- Jasper Cole como Steve
- Julia Pace Mitchell como Garçonete

## Produção

### Filmagem

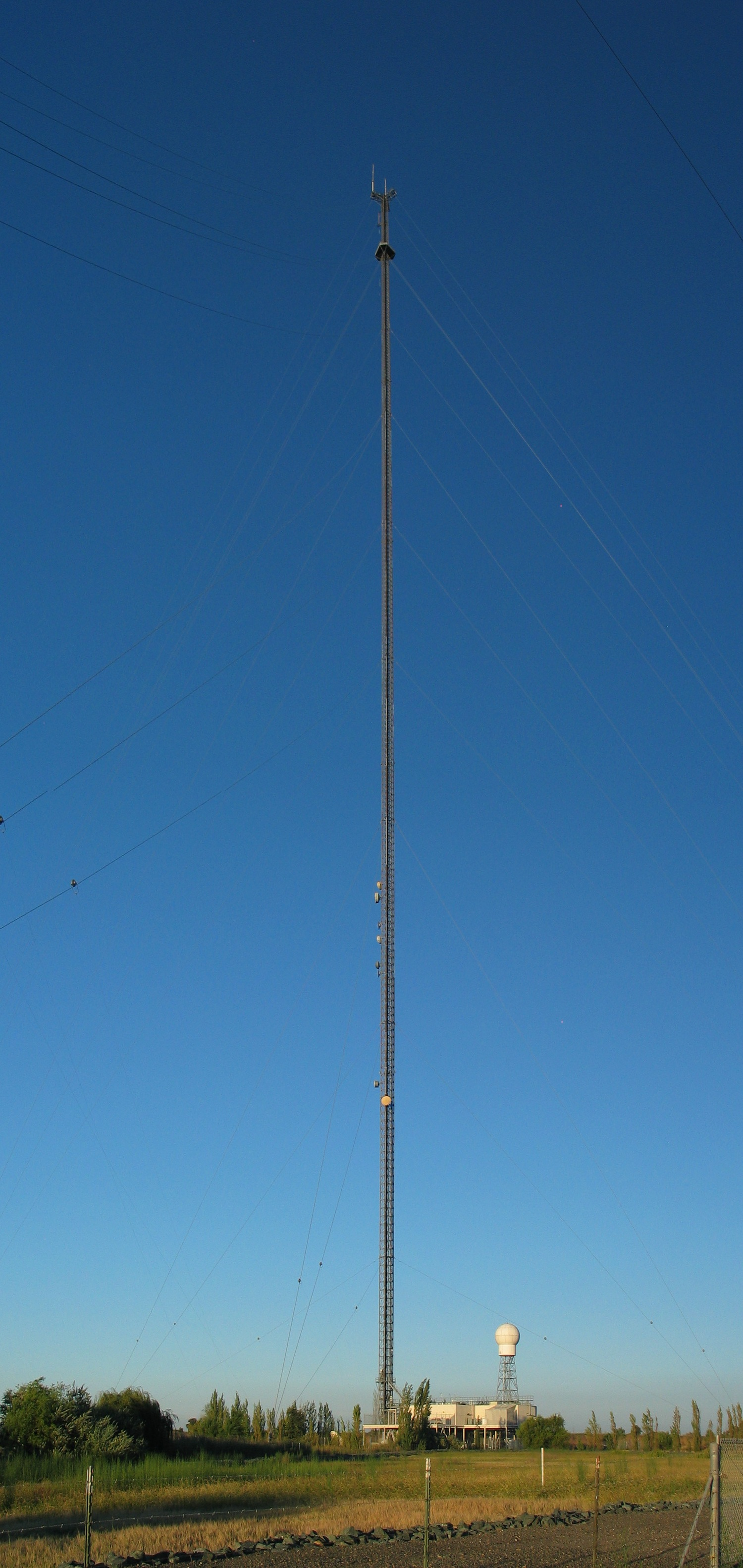
A Torre KXTV/KOVR na California que inspirou como a torre de rádio no filme.

Originalmente, o filme foi concebido como um curta. De acordo com o diretor Scott Man, a ideia veio a ele enquanto ele estava filmando Final Score em um estádio no Reino Unido: dentro de todos nós, realmente, e como isso pode ser um ótimo dispositivo para um filme."Fall foi filmado em formato IMAX nas Shadow Mountains, no deserto de Mojave, na Califórnia. O visual da fictícia torre B67 no filme foi inspirado na verdadeira torre de rádio KXTV/KOVR em Walnut Grove, Califórnia, que também tem mais de 600 metros de altura e é uma das estruturas mais altas do mundo. De acordo com o diretor Scott Mann, os cineastas consideraram a tela verde ou os sets digitais, mas acabaram optando pela coisa real. Eles decidiram construir a parte superior da torre no topo de uma montanha para que os atores realmente parecessem estar a milhares de metros de altura, mesmo que na vida real eles nunca estivessem a mais de 30 metros do chão. A filmagem foi difícil, porque muitas vezes o clima, como raios e ventos fortes, representava um desafio. O filme custou US$ 3 milhões para ser produzido.

### Pós-produção
Embora o filme tenha sido produzido pela Tea Shop Productions e pela Capstone Pictures, assim que a produção terminou, a Lionsgate Films adquiriu os direitos de distribuição do filme sem uma garantia mínima para os produtores. Depois de se sair bem nas exibições de teste, a Lionsgate decidiu lançá-lo nos cinemas. Eles ordenaram que a equipe mudasse ou removesse mais de 30 usos da palavra "fuck" do filme para que ele pudesse ganhar uma classificação PG-13 da Motion Picture Association em vez de uma classificação R, para aumentar a lucratividade. Como a refilmagem das cenas seria demorada e cara, eles recorreram à Flawless, uma empresa criada em 2021 por Nick Lynes e o diretor de Fall, Scott Mann, para fazer deepfake nos rostos do ator e redublar artificialmente os "fuck"s que eles disseram para PG- 13 epítetos aceitáveis como "esquisito". O primeiro projeto a usar os serviços da Flawless, Fall acabou recebendo uma classificação PG-13. De acordo com Mann, "refilmagens neurais" foram concluídas em duas semanas durante os estágios finais da pós-produção.

## Lançamento
O filme foi lançado nos cinemas dos Estados Unidos em 12 de agosto de 2022, pela Lionsgate. A Lionsgate gastou US$ 4 milhões para lançar e promover o filme.
O filme foi lançado digitalmente em 27 de setembro de 2022, seguido por um lançamento em Blu-ray e DVD em 18 de outubro de 2022.